# تلمبه چاه‌گز
تلمبه چاه‌گز، روستایی در دهستان شریف‌آباد و منطقه قطاربنه و از توابع بخش مرکزی شهرستان سیرجان در استان کرمان است که در 80 کیلومتری جنوب غربی سیرجان واقع شده است و از روستاهای همجوار با مجتمع صنعتی و معدنی گلگهر است..

## جمعیت
این روستا در شریف‌آباد قرار دارد و براساس سرشماری مرکز آمار ایران در سال ۱۳۹۵، جمعیت آن ۱۷۲ نفر (۵۶ خانوار) بوده‌است.
موتور کشاورزی در سال 1354 حفر شده است. به علت مهاجرت تعداد کمی از متولدین دهه 1360 به بعد در این روستا به صورت دائم زندگی میکنند.

## منابع

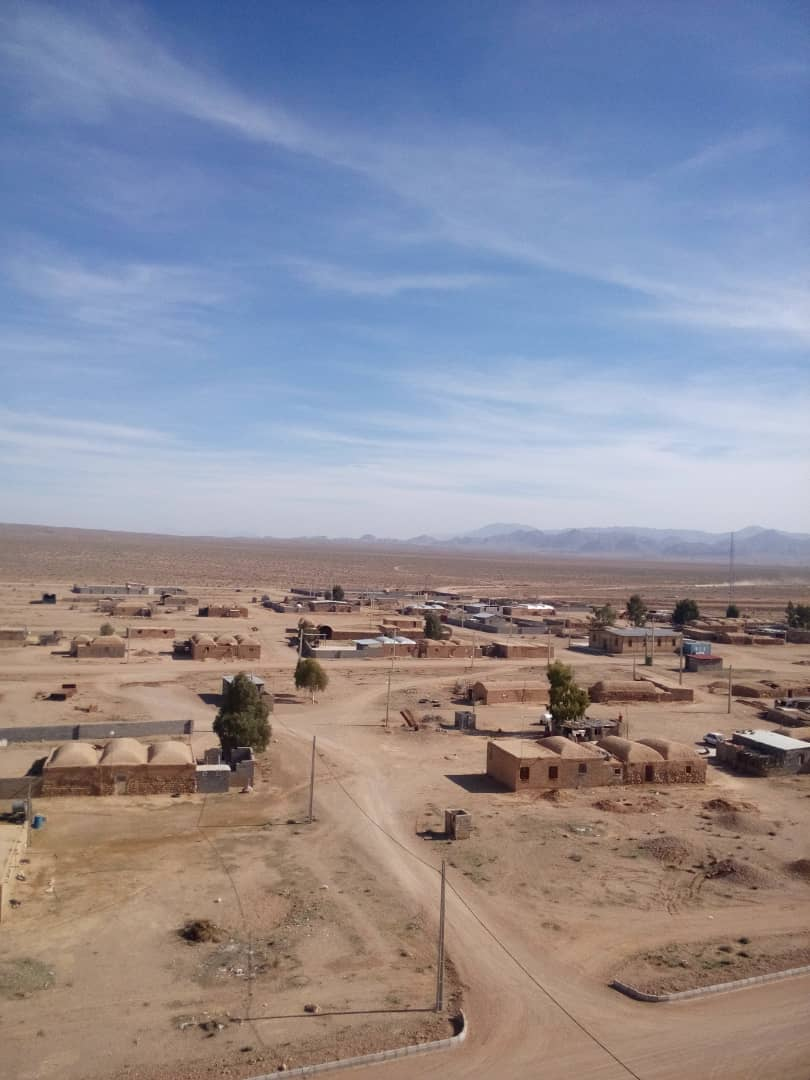
روستای چاه گز سیرجان